# Gerbillus muriculus
Gerbillus muriculus és una espècie de mamífer rosegador de la família dels múrids. És endèmic del Sudan. Els seus hàbitats naturals són els camps de conreu irrigats i els herbassars secs de sòl compacte. Es desconeix si hi ha cap amenaça significativa per a la supervivència d'aquesta espècie. S'ha posat en dubte la seva validesa taxonòmica.